# Cearáknottfågel
Cearáknottfågel (Conopophaga cearae) är en fågel i familjen knottfåglar inom ordningen tättingar.

## Utbredning och systematik
Fågeln lokalt i nordöstra Brasilien (Serra de Baturité i Ceará, Pernambuco och Chapada Diamantina in northern Bahia). Tidigare behandlades den som en underart till rostknottfågel (C. lineata) och vissa gör det fortfarande.

## Status
IUCN kategoriserar den som nära hotad.